# Чёбсара
Чёбсара — посёлок (в 1931—2012 — рабочий посёлок) в Шекснинском районе Вологодской области России, центр сельского поселения Чёбсарское.
Население — 1400 чел. (2012).

## География
Расположен на реке Чёбсара, в 21 км к востоку от районного центра — посёлка Шексна. Железнодорожная станция на линии Вологда — Санкт-Петербург.

## История
Впервые населённый пункт Чёбсара упоминается в переписных книгах в конце XVI века. Название — по реке, вероятно, от финно-угорского «угол, тупик». В некоторых документах название поселка писалось как «Чёпсара».
Статус посёлка городского типа — с 1931 года. В 2012 году преобразован в сельский населённый пункт. До 1962 года пос. Чёбсара являлся административным центром Чёбсарского района.

## Население
| 1914  | 1939  | 1959  | 1970  | 1979  | 1989  | 2002  |
| ----- | ----- | ----- | ----- | ----- | ----- | ----- |
| 110   | ↗3298 | ↗4143 | ↘3566 | ↗3879 | ↘2732 | ↘1776 |
| 2009  | 2010  | 2011  | 2012  |       |       |       |
| ↘1694 | ↘1416 | ↗1428 | ↘1400 |       |       |       |

## Экономика
Работает леспромхоз, строится (2007 год) кирпичный завод (добыча глины на местном карьере).

## Культура
В посёлке действуют дом детского творчества, музыкальная школа, спортивный клуб «Чёбсара»

## Известные личности
- Саблин, Михаил Алексеевич
- Николаев, Владимир Павлович — участник ансамбля «Песняры»
- Шириков, Геннадий Васильевич — ветеран Великой Отечественной войны, автор книг памяти погибших на Великой Отечественной уроженцев Вологодской области[16][17]

## Топографические карты
- Лист карты O-37-IX Шексна. Масштаб: 1 : 200 000. Состояние местности на 1972-1985 год. Издание 1987 г.